# Kindersanatorium
Het Kindersanatorium, ook Soekaboemisch Opvoedingsgesticht (SOG) in Soekaboemi was een internaat voor kinderen van plantersgezinnen in de regio. Het Kindersanatorium was gelegen aan de Sociëteitsstraat. Tijdens de Japanse bezetting van Nederlands-Indië in de periode van 8 maart 1942 tot 30 maart 1942 een tijdelijk interneringskamp voor krijgsgevangenen. 

## Kamp
Het kamp was ondergebracht in de paviljoens en werd later omheind met prikkeldraad. In dit kamp zaten voornamelijk Nederlandse krijgsgevangenen van de Afdeling I Houwitzers KNIL. 
Soekaboemi was centraal gelegen in het zuidelijke deel van de residentie Buitenzorg. Soekaboemi werd gebruikt als tussentijdse, tijdelijke verzamel- en interneringslocatie van krijgsgevangenen. Het betrof hier met name militairen die in Soekaboemi en de westelijke Preanger omstreeks 5 maart 1942 waren vastgelopen tijdens de laatste en chaotisch verlopen terugtocht vanuit Buitenzorg. De krijgsgevangenen werden ondergebracht in verschillende locaties om vervolgens naar de verschillende kampen in Tjimahi te worden verplaatst.
De krijgsgevangenen werden op 30 maart 1942 verplaatst naar de Hogere Landbouwschool.